# Румыно-швейцарские отношения
Румыно-швейцарские отношения — двусторонние дипломатические отношения между Румынией и Швейцарией.

## История
Дипломатические отношения между государствами были установлены в 1911 году, повышены до уровня посольств 24 декабря 1962 года. Румыния имеет посольство в Берне и два консульства в Женеве и Цюрихе, а Швейцария имеет посольство в Бухаресте. В 1955 году посольство Румынии в Берне было захвачено группой из пяти румынских эмигрантов. Это событие известно в Румынии как «Бернский инцидент».
С 1990-х годов Швейцария оказала Румынии финансовую помощь на общую сумму 140 миллионов швейцарских франков в период с 1996 по 2006 год и ещё 23 миллиона швейцарских франков в 2006—2007 годах. Швейцария стала 12-м по величине иностранным инвестором в Румынии. В 2005 году Румыния экспортировала товаров в Швейцарию на общую сумму 206 миллионов швейцарских франков, при этом Швейцария экспортировала в Румынию товаров на 547 миллионов швейцарских франков, что сделало Румынию крупнейшим партнером Швейцарии в Юго-Восточной Европе. К 2006 году этот показатель увеличился на 26 % в Румынии и на 38 % в Швейцарии.
С вступлением Румынии в Европейский союз (ЕС) Швейцария увеличила свою финансовую помощь этой стране до 181 миллиона швейцарских франков. Импорт и экспорт значительно возросли: экспорт Швейцарии достиг 490 миллионов швейцарских франков только в первом квартале 2008 года, что почти соответствовало общему объёму за весь 2005 год. Импорт из Румынии в Швейцарию достиг 109 миллионов швейцарских франков в том же квартале. Швейцарские инвестиции в Румынию осуществляются более чем через 120 компаний, в которых в общей сложности работает более 10 000 сотрудников.
В 2004 году были приостановлены планы по строительству объединённой швейцарско-австрийской тюрьмы в Румынии для содержания преступников румынского происхождения из обеих стран. В 2003 году в Швейцарии было всего 28 заключенных с румынским гражданством, что делало это решение второстепенным, по словам руководителя Министерства юстиции и полиции Швейцарии Кристофа Блохера.